# Imperial Ambitions
Imperial Ambitions é uma publicação de 2005 da Metropolitan Books que agrupa uma série de entrevistas com o linguista e ativista político Noam Chomsky, conduzidas e ditadas pelo premiado jornalista David Barsamian na Alternative Radio.
Nas entrevistas, Chomsky opina sobre temas como a ocupação do Iraque, a doutrina do ataque preventivo e a ameaça à paz internacional representada pelo impulso dos Estados Unidos para a dominação global, em que, segundo Deirdre Fernand, escrevendo no The New York Times, "o ativista critica todas as formas de colonização americana".